# Мория (Лесбос)
Мория (Мориа, греч. Μόρια) — село в Греции, на востоке острова Лесбос в Эгейском море, близ побережья Малой Азии и морской границы с Турцией. Расположено на высоте 32 метра над уровнем моря, в 1 км от моря и в 8 км к северо-западу от Митилини, административного центра острова. Административно относится к общине Митилини в периферийной единице Лесбос в периферии Северные Эгейские острова. Площадь 16,179 квадратных километров. Население 1164 человек по переписи 2011 года.

## История
В районе Мории сохранились остатки римского акведука II века, когда-то обеспечивавший древний город Митилена водой. Длина акведука 170 метров, он имеет 17 арок максимальной высотой 27 метров. Арки состоят из трёх наложенных арков, опирающихся на колонны.

## Центр приёма и идентификации
В селе находился центр приёма и идентификации (Κέντρο Υποδοχής και Ταυτοποίησης, ΚΥΤ) министерства по вопросам миграции и убежища Греции. В лагере, по данным на февраль 2020 года, находились более 18 тысяч человек, хотя он рассчитан на 2,2 тысячи человек. Вновь прибывших размещали в близлежащей оливковой роще. Люди не имели даже элементарных условий для личной гигиены, безопасности и медицинского обслуживания. Часами людям приходилось стоять в очереди за едой, водой и чтобы умыться. По всему лагерю были разбросаны голубые пластиковые мешки с мусором. Часто отключали свет. Каждый туалет являлся общим более, чем для 100 человек. Многие взрослые пользовались подгузниками ночью, чтобы избежать необходимости покидать свои палатки и стоять в очереди в туалет в темноте. Даже серьёзные хронические заболевания оставались без лечения. Дети не получали образования.
В ночь с 8 на 9 сентября 2020 года лагерь полностью сгорел. Накануне в лагере был введён карантин из-за пандемии COVID-19, власти провели 2000 тестов, 35 человек оказались положительными на коронавирус. После пожара без крова остались 12 362 человека, был создан временный лагерь на мысе Маврос-Лофос (Кара-Тепе).

## Сообщество
Сообщество создано в 1918 году (ΦΕΚ 116Α). В сообщество входят 4 села. Население 1450 жителей по переписи 2011 года. Площадь 16,179 квадратных километров.
| Населённый пункт | Население (2011), человек |
| ---------------- | ------------------------- |
| Ахлия            | 118                       |
| Ларисос          | 168                       |
| Мармаро          | 0                         |
| Мория            | 1164                      |

## Население
| Год  | Население, человек |
| ---- | ------------------ |
| 1991 | 1268               |
| 2001 | 1213               |
| 2011 | ↘ 1164             |

Римский акведук на Лесбосе в районе Мории
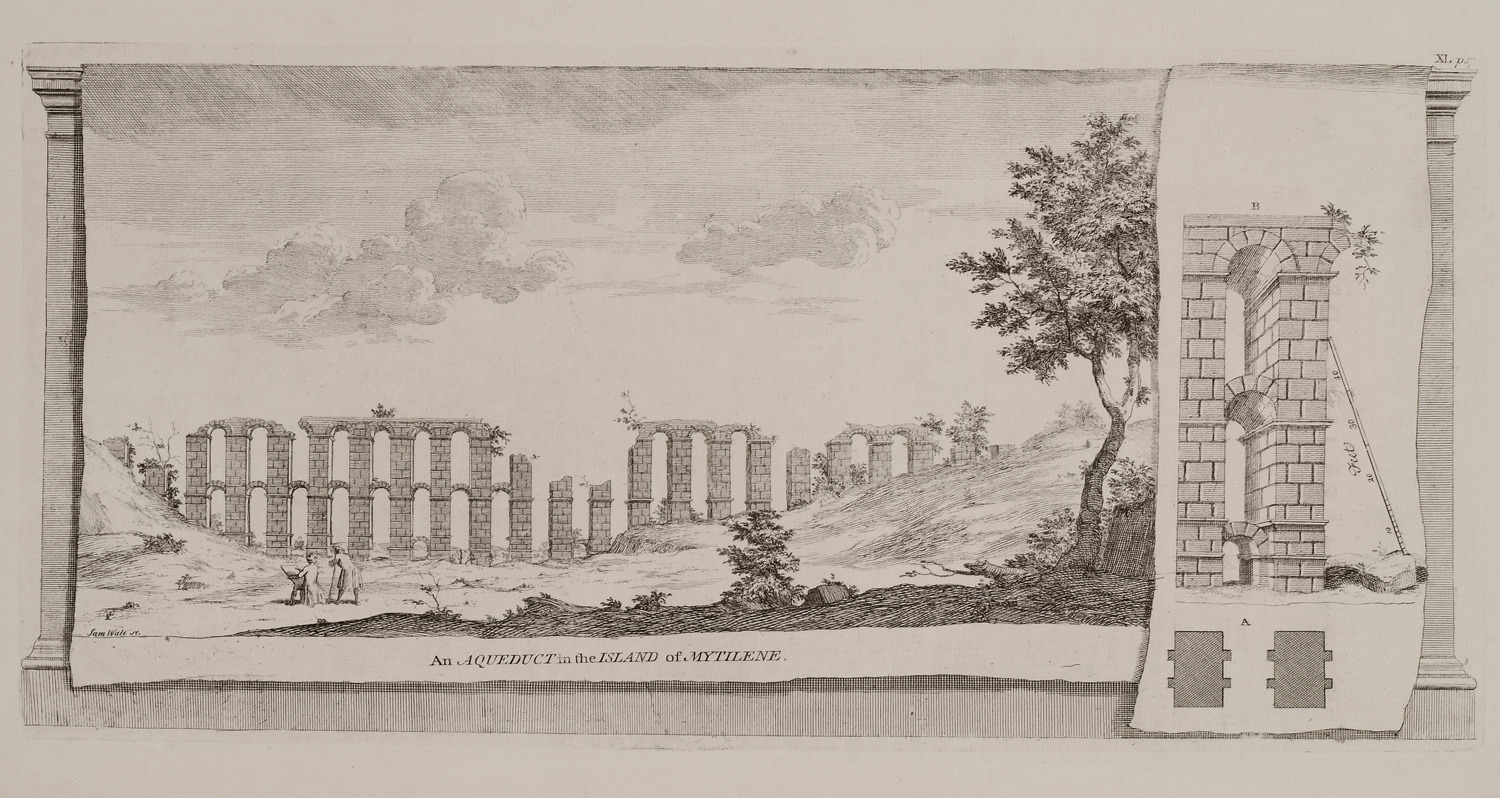
Гравюра из книги Ричарда Поукока. 1745 год
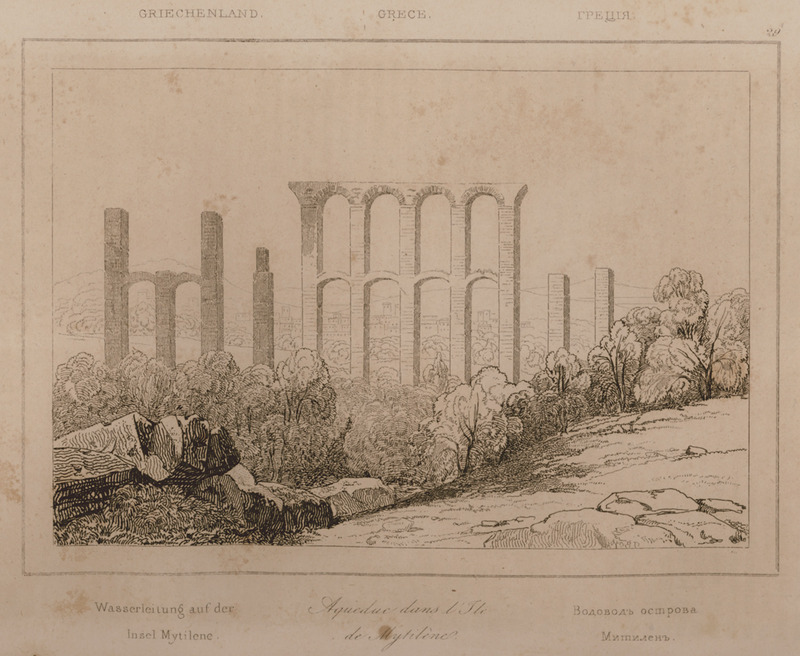
Гравюра из книги Франсуа Пуквиля. 1835 год